# イノブータン王国
イノブータン王国 (イノブータンおうこく、英: THE KINGDOM OF INOBOOTAN)は、日本国和歌山県すさみ町が過疎対策や観光資源として興した町おこし戦略。同町を領土とするパロディ国家であると自称し、様々なイベントを行う、施設の呼称「イノブタ」を「独立国家」に関連させたものに変更するなど、かなり真剣なものである。略称は「イブ王国」。

## 概要

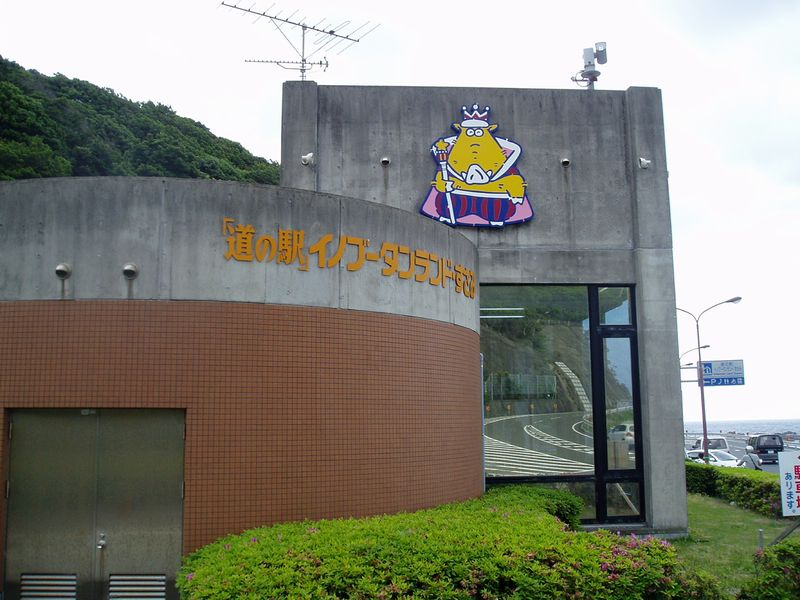
道の駅イノブータンランド・すさみ

すさみ町が観光資源としているイノブタを扱ったイベントの第一歩は、1981年（昭和56年）に第1回が行われたイノブタダービーである。
イノブータン王国の主張によれば、1986年(昭和61年)3月4日に当時の内閣総理大臣・中曽根康弘に建国宣言書を手渡している。その翌日に、当時の通商産業大臣・渡辺美智雄と通商友好条約を締結した。2ヶ月後の5月4日にイノブータン王国が建国した。
1988年、外務省は「イノブータン王国」の名称を、日本国が国家承認しているブータン王国に対して失礼であるとして、名称変更を要求した。1990年以降、愛称として「イブ王国」が使用されるようになった。
毎年5月3日に建国記念祭とイノブタダービーが行われる。その他、王国夏祭り・王国運動会・王国通常国会・王国グルメンピックなど、年中通してさまざまなイベントが開かれている。建国記念祭は新型コロナウイルス感染症流行の影響で2020年から2022年までは中止となった。2023年の再開時にイノブタダービーは実施されたが、2024年は飼育頭数の減少で出走頭数が確保できずに中止となった。

## 王国

### 王室
イノブタファミリーは、イノブータン大王、キララ王妃、サミー君、イブちゃんの"4体"。「王&王妃」はリアル系、「サミー&イブ」はコミカル系と、デザインの路線が異なる。
王と王妃は、居城であるイノブータン城（道の駅イノブータンランド・すさみ）に鎮座されており、いつでも謁見できる。ただし、固定されているので動かない。
- 国王 - イノブータン大王
  - 王国は、大王をイギリスの「ザ・タイムズ」において20世紀の100人に選ばれていると主張している[4]。ザ・タイムズという新聞は実在するものの、これとは別に「タイム100」というニュース雑誌が「20世紀で最も重要な100人」というリストを発表したことはあるが、イノブータン大王は掲載されていないほか、同誌はアメリカの雑誌である[5]。
- 王妃 - キララ王妃
- 筆頭執事 - サミー君
- サミー君の恋人 - イブちゃん

### 閣僚
現行のものとは異なる。現行の閣僚は王国の公式ウェブサイトを参照されたい。
- 総理大臣 - 岩田勉
- 国会議長 - 岡本克敏
- 熱烈歓迎庁長官 - 朝本紀夫
- 国民養成庁長官 - 西岡行男
- レタス輸出庁長官 - 二見圭一
- かつお捕獲庁長官 - 岩田幸男
- ナイスミディ庁長官 - 上野みさ代
- 郵政大臣 - 泰間学

- 軽財奇画庁長官 - 鈴木茂
- 運輸大臣 - 瀬戸幸信
- 王国迎賓館館長 - 坂本信也
- 元湯湯船庁長官 - 上中冨士夫
- イノブータン宮殿総長 - 中谷節子
- マリンレジャー庁長官 - 松田猛司
- 王国通訳 - 金谷哲男
- 王国枢密院議長 - 上田勝司

### 国旗
下記建国宣言書ページを参照

### 国歌
- 「GO! GO! ブータン」

### 建国宣言書
- イノブータン王国建国宣言書

## 施設呼称の変更例
- JRきのくに線周参見駅→「入国管理所」
- 道の駅すさみ→「イノブータン城」（道の駅イノブータンランド・すさみ）
- 県道243号日置川すさみ線（旧国道42号の一部）のすさみ町側部分→「イブロード」
- 和歌山県農林水産技術センター・畜産試験場→「イノブタ君の家」

また、施設ではないが「イノブータン王国陸上クラブ」というクラブもある。

## イノブタの誕生

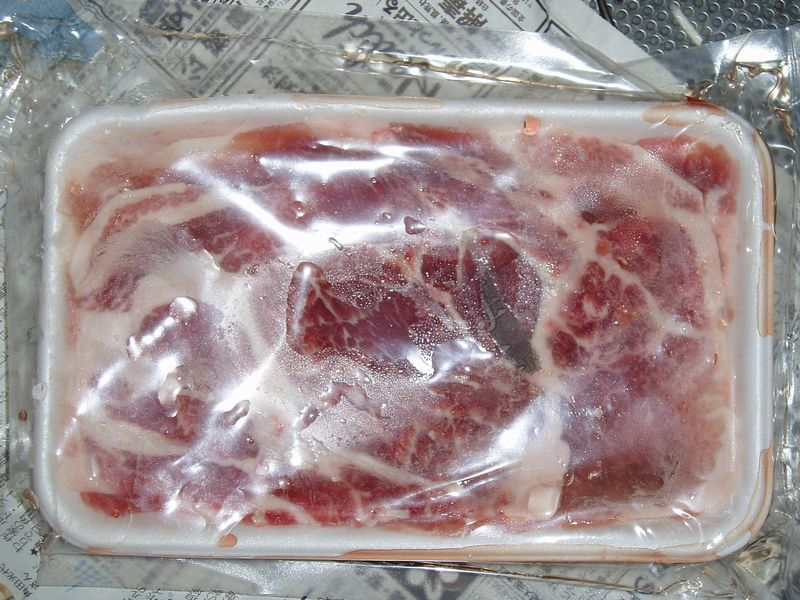
イノブタの肉

「イノブタ君の家」（和歌山県農林水産技術センター・畜産試験場）のイノブタは1970年、イノシシを父に、ブタを母に誕生している。

## 通貨単位
通貨単位は「ブータン」。100ブータン=100円の固定相場制。

## 年号
年号は「猪豚」、猪豚元年=1986年（昭和61年）で、これ以前は紀元前であり、さかのぼって数えられる。つまり、イノブタその物が誕生した1967年（昭和42年）は紀元前19年である。

## 関連商品
- イノブータン王国パスポート

300円。無論、持っていなくても入国できるが、すさみ町や王国の宿泊・特産品情報やアクセスマップをはじめとした機密事項を網羅、さらには町内でのスタンプラリーに参加できたりと、持っていればすさみ町観光がさらに楽しめる。
- イノブタグッズ
  - Tシャツ
  - キーホルダー
  - ランチバッグ
  - 国歌のカセットテープ

上記の商品は「道の駅イノブータンランド・すさみ」（イノブータン城ともいう）等で購入する事ができ、外貨獲得に一役買っている。また、国歌「GO GO ブータン」が、携帯電話の着信メロディーとして有料で全国配信されている。